# Joan Rosazza
Joan Rosazza, née le 19 mai 1937 à Torrington (Connecticut), est une nageuse américaine.

## Carrière
Joan Rosazza participe aux Jeux olympiques d'été de 1956 à Melbourne et remporte la médaille d'argent dans l'épreuve du 4x100m nage libre avec Sylvia Ruuska, Shelley Mann et Nancy Simons.